# 203
Évszázadok: 2. század – 3. század – 4. század
Évtizedek: 150-es évek – 160-as évek – 170-es évek – 180-as évek – 190-es évek – 200-as évek – 210-es évek – 220-as évek – 230-as évek – 240-es évek – 250-es évek
Évek: 198 – 199 – 200 – 201 –  202 – 203 – 204 – 205 – 206 – 207 – 208

## Események

### Római Birodalom
- Caius Fulvius Plautianust és Publius Septimius Getát választják consulnak.
- Észak-Afrikában jelentősen kiterjesztik dél felé Numidia provinciát, melynek kormányzója ezentúl nem függ Africa provincia proconsulától. Egyúttal megerősítik a sivatagi nomádok betöréseitől védő Limes Tripolitanus erődrendszert.
- Septimius Severus császár visszatér Rómába, ahol diadalmenetet tart a garamantok fölött aratott győzelemért és diadalívet emeltet a Forumon.
- Kitör a Vezúv.

### Kína
- Az apjuk örökségen viszálykodó két fivér, Jüan Sang és Jüan Tan közül az utóbbi szövetséget köt közös ellenségükkel, Cao Caóval, amit gyerekeik házasságával is megerősítenek.
- A keleti hadúr, Szun Csüan megtámadja a déli hadurat, Liu Piaót hogy elvegye tőle Csing tartományt, de a hsziakoui csatában megállítják és kénytelen visszavonulni.

## Halálozások
- Március 7. – Perpetua és Felicitas keresztény vértanúk

## Fordítás
- Ez a szócikk részben vagy egészben  a(z)   203 című francia Wikipédia-szócikk ezen változatának fordításán alapul.  Az eredeti cikk szerkesztőit annak laptörténete sorolja fel. Ez a jelzés csupán a megfogalmazás eredetét és a szerzői jogokat jelzi, nem szolgál a cikkben szereplő információk forrásmegjelöléseként.